# Koninckite
La koninckite è un minerale.